# Казе Бочо (Падова)
Казе Бочо је насеље у Италији у округу Падова, региону Венето.
Према процени из 2011. у насељу је живело 43 становника. Насеље се налази на надморској висини од 13 м.